# 俄羅斯的瑪麗亞·巴甫羅芙娜女大公 (1786年—1859年)
瑪麗亞·巴甫洛夫娜女大公（俄语：Мария Павловна，1786年2月16日—1859年6月23日），俄羅斯女大公，沙皇保羅一世的第三女。

## 家庭
1804年，瑪麗亞與薩克森-魏瑪-艾森納赫大公世子卡爾·腓特烈結婚，兩人共有2子2女：
- 保羅·亞歷山大·卡爾·康斯坦丁·腓特烈·奧古斯特（1805年—1806年），夭折
- 瑪麗·路易絲·亞歷山德琳（1808年—1877年）
- 奧古斯塔·瑪麗·路易絲·卡塔里娜（1811年—1890年），普魯士王后，1871年起為德意志王后
- 卡爾·亞歷山大·奧古斯特·約翰（1818年—1901年），1853年成為薩克森-魏瑪-艾森納赫大公

## 藝術與音樂
瑪麗亞是藝術的愛好者，同時也與多位音樂家保持良好關係，包括瓦西里·安德烈耶維奇·茹科夫斯基與李斯特·費倫茨等人。